# Tomska oblast
Tomska oblast (rusko То́мская о́бласть) je oblast v Rusiji v Sibirskem federalnem okrožju. Na severu meji na Hanti-Mansijsko avtonomno okrožje, na vzhodu na Krasnojarski okraj, na jugu na Kemerovsko in Novosibirsko oblast, na zahodu na Omsko oblast in na severozahodu na Tjumensko oblast. Ustanovljena je bila 13. avgusta 1944.